# ムブワナ・サマッタ
- ムブワナ・サマタ

ムブワナ・アリ・サマッタ（Mbwana Ally Samatta , 1992年12月23日 - ）は、タンザニア・ダルエスサラーム州ダルエスサラーム出身のプロサッカー選手。タンザニア代表。ル・アーヴルAC所属。ポジションはFW。一般的には「ムブワナ・サマタ」と表記されることもある。

## 来歴
2010年にタンザニアン・プレミアリーグのシンバSCでプロデビュー。ルーキーシーズンの2010-11シーズンに25試合13得点を記録し、翌年コンゴ民主共和国のリナフットの強豪TPマゼンベに移籍。同チームで2012年からリーグ3連覇を達成。2015年にはCAFチャンピオンズリーグ2015で7ゴールを決め得点王を獲得。大会優勝に導いた。更にFIFAクラブワールドカップ2015に出場 。準々決勝でサンフレッチェ広島と対戦するも0-3で敗れた。
2016年1月29日、ベルギー・ファースト・ディビジョンAのKRCヘンクと2020年までの契約を締結。加入2年目の2016-17シーズンに10ゴールを記録。更に2018-19シーズンは自己最多の23ゴールを決め、2010-11シーズン以来の優勝に貢献。エボニー・シューも受賞した。
2019年11月5日のUEFAチャンピオンズリーグのリヴァプールFC戦では、敵地アンフィールドで一時同点となるゴールを決めたものの、試合は1-2で敗れた。
2020年1月20日、アストン・ヴィラFCと2024年までの4年半契約を締結。プレミアリーグ初のタンザニア出身選手として、その名を刻んだ。
2020年9月25日、フェネルバフチェSKと4年契約を締結。2020-21シーズンはヴィラからの期限付き移籍となり、翌シーズンから完全移籍に移行する。
2021年8月31日、買取オプションが付帯する1シーズンローンでロイヤル・アントワープFCに加入。
2022年8月16日、KRCヘンクにローンで復帰。
2023年7月17日、PAOKテッサロニキに移籍。
2025年8月5日、ル・アーヴルACに移籍。

## タンザニア代表
2011年にタンザニア代表に招集されて以降、エースストライカーに君臨。アフリカネイションズカップ2019にも出場した。